# Thành Bản Phủ (Điện Biên)

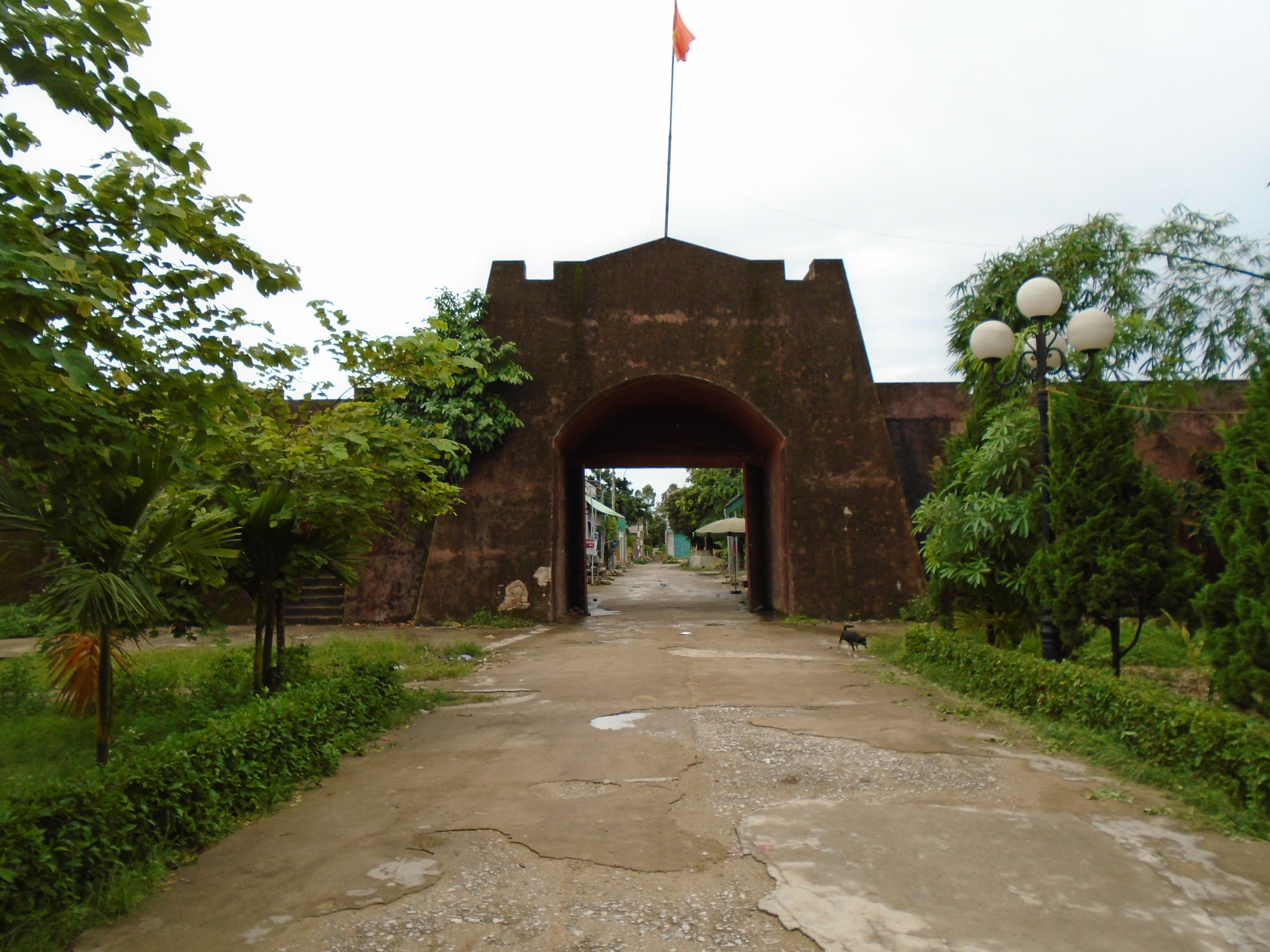
Thành Bản Phủ

Thành Bản Phủ là thành lũy được Hoàng Công Chất xây dựng ở châu Ninh Biên, phủ An Tây làm thủ phủ cho nghĩa quân. Ngày nay Thành Bản Phủ tọa lạc ở xã Noong Hẹt, huyện Điện Biên, cách thành phố Điện Biên Phủ khoảng 9 km.
Thành Bản Phủ được Bộ Văn hóa và Thông tin xếp hạng là di tích lịch sử quốc gia tại Quyết định số 10-VHTT/QĐ ngày 09/02/1981.

## Truyền thuyết giặc Phẻ
Đầu của thế kỷ 18 xuất hiện giặc Phẻ từ phương Bắc tràn xuống vùng Mường Thanh, cướp phá, giết hại dân lành. Đứng đầu đám giặc cỏ là tên tướng Phạ Chẩu Tin Toòng, có thuyết gọi là Phạ Chẩu Tín Toòng (ông tướng nhà trời).
Khoảng năm 1740, giặc Phẻ chiếm được Mường Thanh và đóng quân trong thành Tam Vạn, rồi cướp phá khắp nơi đến tận Thuận Châu (Sơn La).
Có hai thủ lĩnh người Thái là Lò Văn Ngải, Lò Văn Khanh đứng lên tập hợp, lãnh đạo dân Mường Thanh chống giặc. Song lực còn yếu, nghĩa quân chịu nhiều tổn thất, phải rút lên vùng núi cao bảo toàn lực lượng.
Năm 1751, nghe tin có vị tướng miền xuôi - tức thủ lĩnh nghĩa quân Hoàng Công Chất gặp rất nhiều khó khăn tại vùng Sơn Nam Hạ trước sự đàn áp của triều đình, tạm lánh vào vùng thượng du Thanh Hoa rồi sang Ai Lao để củng cố xây dựng lực lượng - Lò Văn Ngải, Lò Văn Khanh đã liên kết với nghĩa quân.
Nghĩa quân đóng ở vùng sông Mã (huyện Sông Mã ngày nay), đến khi lực lượng đủ mạnh thì xuất quân tiến về bao vây thành Tam Vạn.
Năm 1751-1754, diễn ra nhiều trận đánh ác liệt đã liên tiếp, nghĩa quân bao vây Mường Thanh. Cuối cùng, Hoàng Công Chất dùng nghĩa quân người người dân tộc Lào, Thái trá hình thành lính của Phạ Chẩu Tin Toòng lọt vào thành, rồi lập mưu trong đánh ra, ngoài đánh vào. Phạ Chẩu Tin Toòng bỏ thành chạy đến Pú Văng (chân đồi Độc Lập) rồi bị nghĩa quân đánh bắt được.

## Xây dựng
Sau chiến thắng giặc Phẻ 1754, Hoàng Công Chất đóng quân trong thành Tam Vạn để xây dựng vùng Mường Thanh thành căn cứ địa lâu dài.
Năm 1758, Hoàng Công Chất quyết định cho xây dựng thành Bản Phủ một thành lũy vững chắc và kiên cố hơn thành Tam Vạn làm thủ phủ của nghĩa quân.
Đến năm 1762, thành Bản Phủ được xây dựng xong.
Trong khoảng thời gian từ 1758-1762, nghĩa quân Hoàng Công Chất vừa xây dựng thành Bản Phủ vùa hoạt động ra khắp 10 châu của phủ An Tây, phía bắc đến tận vùng Vân Nam (Trung Quốc), phía nam đến tận Ninh Bình, Hòa Bình, Thanh Hóa ngày nay.
Năm 1769, quân Trịnh tấn công Mường Thanh, xóa bỏ vùng cát cứ của Hoàng Công Toản (con Hoàng Công Chất), đánh úp và phá hủy thành Bản Phủ.

## Kiến trúc
- Thành trì: rộng hơn 80 mẫu, dựa lưng vào sông Nậm Rốm; chân thành rộng 15m, mặt thành rộng 5m, cao 15m; tường thành đắp bằng đất; trồng 3 vạn gốc tre gai đem từ miền Tây Thanh Hóa lên; hào sâu rộng 4-5 thước. Có thuyết nói rằng trên mặt thành ngựa, voi có thể đi lại được. Thành có các cửa: tiền, hậu, tả, hữu. Mỗi cửa có đồn cao và vọng gác...
- Đền thờ Hoàng Công Chất: được xây ở trung tâm thành, thờ họ Hoàng và 6 thủ lĩnh nghĩa quân. Đền còn là nơi tín ngưỡng của nhân dân trong ngày rằm, đầu xuân năm mới, nhất là ngày lễ hội truyền thống vào các ngày 24, 25 tháng Hai âm lịch hàng năm.

## Điểm giống với trận Điện Biên Phủ
Trong bối cảnh xây dựng thành Bản Phủ có một số điểm khá giống với câu chuyện 200 năm sau:
- Trận đánh quyết định của quân Hoàng Công Chất với giặc Phẻ diễn ra vào năm 1754, chiến dịch Điện Biên Phủ diễn ra vào năm 1954. Cả hai trận này đều hoàn thành việc giải phóng miền Tây Bắc khỏi quân xâm lược.
- Giặc Phẻ chúng thảm sát dân Việt ở Tông Khao (đồng xương trắng), còn quân Pháp có vụ thảm sát ở Noong Nhai.
- Hoàng Công Chất quê ở Thái Bình. 200 năm sau, Đại đội trưởng Tạ Quốc Luật thuộc Đại đoàn 312, người gương cao ngọn cờ chiến thắng trên nóc hầm Đờ Cát trong trận địa Điện Biên Phủ cũng là người quê Thái Bình.